# Harry Yarnell
Harry Ervin Yarnell (Independence, 18 ottobre 1875 – Newport, 7 luglio 1959) è stato un ammiraglio statunitense, veterano della Guerra ispano-americana, dove partecipò alla battaglia di Santiago contro la flotta spagnola dell’ammiraglio Pascual Cervera y Topete, della Guerra filippino-americana e della prima guerra mondiale.
Nel primo dopoguerra conseguì il brevetto di aviatore navale, e dal settembre 1927 all'agosto 1928 comandò la nuova portaerei Saratoga appena entrata in servizio, divenendo forte propugnatore della supremazia della portaerei sulla nave da battaglia. Nel febbraio 1932, nell'ambito delle complesse esercitazioni Fleet Problem XIII eseguì con due portaerei un attacco aereo di sorpresa contro le isole Hawaii, lanciando i velivoli 100 miglia a nord di Oahu, che fu considerato un completo successo, con la perdita di molte navi da battaglia e di tutti i velivoli dell'esercito presenti sugli aeroporti delle isole. Secondo alcuni autori tale esercitazione, i cui risultati vennero riportati all'epoca dai commentatori giapponesi, fu presa a modello per il successivo attacco del 7 dicembre 1941 da parte della forza aeronavale giapponese dell'ammiraglio Chūichi Nagumo. Nell'ottobre 1936 assunse il comando dell’Asiatic Fleet con il grado di viceammiraglio, ricoprendolo per i tre anni successivi fino a quando non fu messo a riposo. Il 1 novembre 1941 fu richiamato in servizio attivo presso l'ufficio del Segretario della Marina Frank Knox come consigliere speciale della Missione Militare cinese. Nuovamente a riposo dal 15 gennaio 1943, riprese servizio nel giugno successivo come capo di una sezione speciale presso l'Ufficio del Capo delle Operazioni Navali rimanendovi fino al dicembre 1944, quando andò definitivamente in pensione con il grado di ammiraglio.

## Biografia
Nacque vicino a Independence, Iowa, il 18 ottobre 1875, figlio di Ervin e Catherine Countryman. Dopo aver frequentato la Independence High School si arruolò nell’US Navy nel 1893, entrando presso l’U.S. Naval Academy di Annapolis. Prese parte alla guerra ispano-americana del 1898 sulla nave da battaglia Oregon, partecipando alla battaglia di Santiago contro la flotta spagnola dell’ammiraglio Pascual Cervera y Topete, avvenuta il 3 luglio dello stesso anno. Promosso alfiere il 1 luglio 1899 fu mandato a prestare servizio nell’Asiatic squadron di stanza nelle Filippine,  partecipando alla guerra filippino-americana e a alla repressione della rivolta dei Boxer. Nel 1902 divenne comandante del cacciatorpediniere Dale.

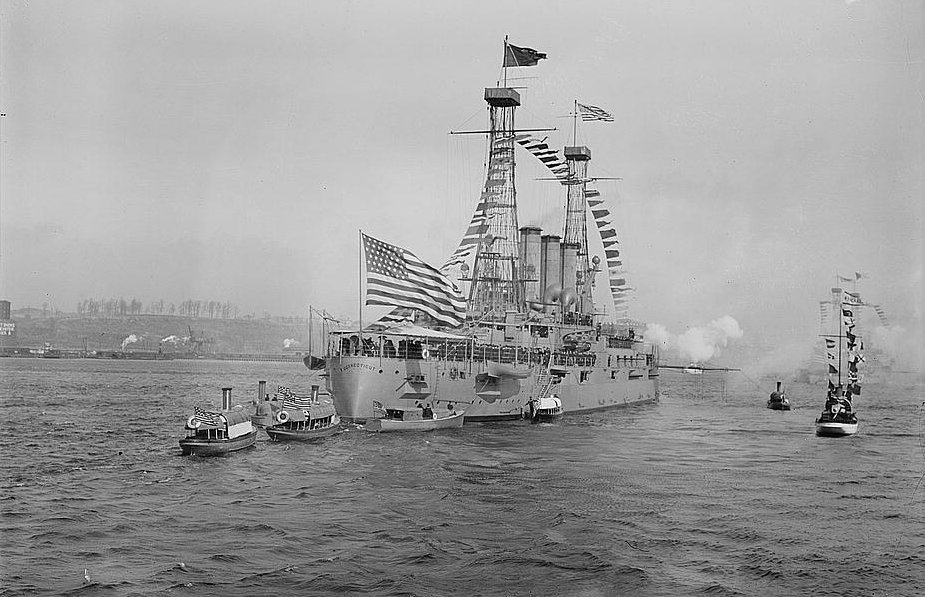
L’equipaggio della nave da battaglia BB-18 Connecticut rende omaggio allo yacht presidenziale Mayflower circa 1910-1915.

Dall'Asia ritorno negli Stati Uniti per divenire ufficiale di coperta sulla nave da battaglia Connecticut appena entrata in servizio. Il 13 gennaio 1907 la Connecticut si arenò nei pressi di Culebra, Portorico, e sia lui che il comandante dell’unità, capitano di vascello William Swift furono sottoposti a corte marziale il 26 marzo dello stesso anno; Swift fu condannato per negligenza in servizio, mentre lui venne assolto da ogni responsabilità. Rientrato in servizio partecipò al viaggio intorno al mondo (16 dicembre 1907-22 febbraio 1909) eseguito dalla Great White Fleet per ordine del Presidente degli Stati Uniti Theodore Roosevelt.  Rientrato negli USA andò a prestare servizio presso Naval Torpedo Station di Newport, passando poi allo Stato maggiore del CINCLANT, e quindi al Naval War College (1914-1915) e poi al comando del Nashville fino all’entrata in guerra degli Stati Uniti, avvenuta nel 1917. Durante la guerra prestò servizio a Gibilterra e poi a Londra, nello Stato maggiore dell'ammiraglio William Sowden Sims.
Tra il 1920 e il 1921 comandò due diverse flottiglie cacciatorpediniere in forza all’Atlantic Fleet, assumendo poi il ruolo di Capo di stato maggiore delle flottiglie cacciatorpediniere assegnate all’Atlantic Fleet. Nel febbraio 1922 conseguì il brevetto di aviatore navale, e tra il 1924 e il 1926 comandò le unità dell’aviazione navale assegnate alla forza da battaglia (Battle Fleet).
Nel settembre 1927 fu designato al comando della nuova portaerei Saratoga   poco prima della sua entrata in servizio, avvenuta nel novembre successivo. Rimase al comando dell’unità fino al 17 agosto 1928, quando fu promosso contrammiraglio, e nominato capo del Bureau of Engineering Steam. In tale veste espresse parere negativo al General Board per la costruzione dei grandi sottomarini che dovevano operare di concerto con la flotta da battaglia, proponendo l’acquisizione di battelli più piccoli e dichiarando che: il nostro potenziale avversario [Giappone] ha sempre iniziato le operazioni belliche attaccando prima della dichiarazione di guerra. Prese poi contatti la ditta tedesca MAN di Aubsburg per acquistare la licenza di produzione per i moderni propulsori diesel VW 28/38 da 1.500 hp e MW 40/46 da 2.000 hp, da installare sui nuovi sommergibili.
Da gennaio all’aprile 1930 ricoprì il ruolo di consigliere navale per la delegazione americana presente alla Conferenza navale di Londra, e nel mese di ottobre 1936 assunse il comando dell’Asiatic Fleet con il grado di viceammiraglio, ricoprendolo per i tre anni successivi fino a quando non fu messo a riposo. Il 22 febbraio 1940 fu eletto membro onorario della Società Sons of the Revolution del Rhode Island. 
Il 1 novembre 1941, con il precipitare dei rapporti con il Giappone fu richiamato in servizio attivo andando a lavorare presso l'ufficio del Segretario della Marina Frank Knox come consigliere speciale della Missione Militare cinese. Messo nuovamente a riposo il 15 gennaio 1943, già nel giugno successivo riprese servizio come capo di una sezione speciale presso l’Ufficio del Capo delle Operazioni Navali, rimanendovi fino al dicembre 1944 quando fu posto definitivamente in pensione con il grado di ammiraglio. Si spense a Newport, Rhode Island, il 7 luglio 1959.  L’US Navy ne ha onorato la memoria intitolandogli un incrociatore lanciamissili,  l'Harry E. Yarnell, appartenente alla Classe Leahy.

### L’esercitazione Fleet Problem XIII
Nel febbraio 1932 dimostrò durante le esercitazioni navali Fleet problem XIII la vulnerabilità delle isole Hawaii ad un attacco aereo lanciato da eventuali portaerei nemiche.

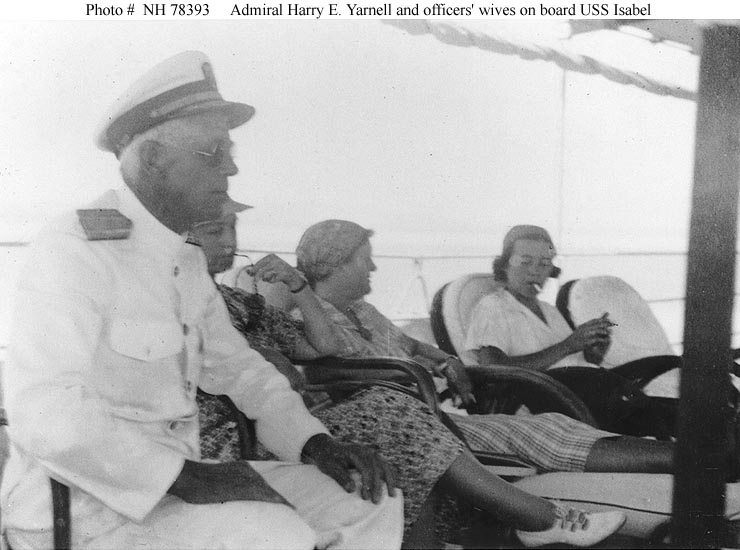
L'ammiraglio Harry E. Yarnell, comandante dell'Asiatic Fleet, a bordo della Isabel nelle acque filippine, gennaio 1937. Sono presenti le mogli di tre ufficiali.

Al comando delle portaerei Lexington e Saratoga  si portò a 100 miglia a nord di Oahu da lì, domenica 7 febbraio, con la copertura di una tempesta, lanciò un attacco simulato contro la rada di Pearl Harbor e i campi d’aviazione dell’esercito impiegando 152 velivoli. Gli aerei al comando del Lieutenant Commander J.J. "Jocko" Clark arrivarono da nord-est, proprio come quelli giapponesi dieci anni più tardi, e attaccarono più volte la linea delle corazzate (Battle Line) e i campi d’aviazione. Nessun aereo dell’esercito riuscì a decollare per portarsi a difesa delle navi, e i giudici che valutarono l’esito dell’esercitazione ne dichiararono il completo successo. Ciò spinse Yarnell ad avvertire il comando della United States Pacific Fleet che anche i giapponesi avrebbero potuto eseguire questo attacco, riportando lo stesso successo, ma l’avvertimento rimase inascoltato.
Il New York Times riportò l'esito dell'esercitazione, facendo notare che i difensori non erano riusciti a trovare la flotta nemica neanche 24 ore dopo che essa aveva lanciato l’attacco. I servizi di intelligence statunitensi ebbero notizia che i commentatori giapponesi avevano riferito dell’esito delle grandi manovre. Negli Stati Uniti gli ammiragli, che propugnavano la superiorità delle corazzate rispetto alle grandi portaerei,  non valutarono positivamente l’esito dell’esercitazione, e nella relazione ufficiale redatta al termine delle esercitazioni l’esito dell’attacco non venne neanche menzionato. Fu invece scritto: È dubbio che attacchi aerei possano essere lanciati contro Oahu a fronte di una forte aviazione difensiva senza sottoporre i velivoli attaccanti al pericolo di riportare danni materiali e conseguenti gravi perdite nella forza aerea di attacco.

### Annotazioni
1. ↑  Nel 1941 il generale Walter Short non riuscì a realizzare una forte aviazione difensiva, "strong defensive aviation", ne alcun tipo di ricognizione a lungo raggio. Prange, Gordon, et al. December 7, 1941.

### Fonti
1. 1 2 3 4 5 6 7 8 9 10 11  Wilson, Callo 2004, p. 342.
2. ↑  Friedman 1985, p. 27.
3. ↑  Friedman 1982, p. 17.
4. ↑  Friedman 1985, p. 44.
5. ↑   Capt. Swift guilty, says court martial, in Daily Press, 3 aprile 1907,  p. 1. URL consultato il 10 agosto 2014.
6. ↑  Great White Fleet USS Connecticut, Battleship BB-18
7. 1 2  Silverstone 2008, p. 12.
8. 1 2 3 4 5 6 7 8 9 10  Wilson, Callo 2004, p. 343.
9. ↑  Holwitt, Joel I. "Execute Against Japan", Ph.D. dissertation, Ohio State University, 2005, p.134fn16.
10. ↑  Weir, Alard 2000, p. 123.
11. ↑  Weir, Alard 2000, p. 104.
12. ↑  Weir, Alard 2000, p. 105.
13. 1 2 3  Nofi 2010, p. 152.
14. ↑  Nofi 2010, p. 153.